# Ex-Libris (émission de télévision)
Pour les articles homonymes, voir Ex-libris (homonymie).
Ex-Libris est une émission française de télévision traitant de littérature et produite par Frédéric Lepage et Laurent Morlet. Créée et présentée par Patrick Poivre d'Arvor, elle a été diffusée sur TF1 de 1988 à 1998.
Cette émission était aussi une émission de débat.
La dernière d'Ex-Libris fut diffusée le 7 décembre 1998.
L'indicatif musical du générique de l'émission est La gazza ladra de G. Rossini.
Le 16 octobre 1999, Vol de nuit a pris le relais selon le même principe.

## Pour approfondir